# 트라이데케인
트라이데케인(tridecane) 또는 트리데칸은 분자식 C13H28, 축약구조식(Condensed structural fomula) CH3(CH2)11CH3을 갖는 알케인으로, 75가지의 이성질체를 가지고 있다.